# Mario Novelli (attore)
Mario Novelli (Roma, 26 febbraio 1940 – Roma, 21 agosto 2016) è stato un attore italiano.

## Biografia
A volte era accreditato come Anthony Freeman.

## Filmografia parziale
- Ursus gladiatore ribelle, regia di Domenico Paolella (1963)
- Gli schiavi più forti del mondo, regia di Michele Lupo (1964)
- La vendetta di Spartacus, regia di Michele Lupo (1964)
- Gli invincibili fratelli Maciste, regia di Roberto Mauri (1964)
- I tre centurioni, regia di Roberto Mauri (1965)
- Sette contro tutti, regia di Michele Lupo (1965)
- Per una manciata d'oro, regia di Carlo Veo (1965)
- Texas addio, regia di Ferdinando Baldi (1966)
- 2+5 missione Hydra, regia di Pietro Francisci (1966)
- Due croci a Danger Pass (Dos cruces en Danger Pass), regia di Rafael Romero Marchent (1967)
- Ballata per un pistolero, regia di Alfio Caltabiano (1967)
- Un uomo, un cavallo, una pistola, regia di Luigi Vanzi (1967)
- 3 Supermen a Tokio, regia di Bitto Albertini (1967)
- Fräulein Doktor, regia di Alberto Lattuada (1969)
- Isabella duchessa dei diavoli, regia di Bruno Corbucci (1969)
- Appuntamento col disonore, regia di Adriano Bolzoni (1970)
- Uccidi Django... uccidi per primo!!!, regia di Sergio Garrone (1971)
- Anda muchacho, spara! (El sol bajo la tierra), regia di Aldo Florio (1971)
- Attenzione alla puttana santa (Warnung vor einer heiligen Nutte), regia di Rainer Werner Fassbinder (1971)
- Ore di terrore, regia di Guido Leoni (1971)
- Acquasanta Joe, regia di Mario Gariazzo (1971)
- Milano calibro 9, regia di Fernando Di Leo (1972)
- Un uomo chiamato Dakota, regia di Mario Sabatini (1972)
- Si può essere più bastardi dell'ispettore Cliff?, regia di Massimo Dallamano (1973)
- Roma violenta, regia di Marino Girolami (1975)
- Il giustiziere sfida la città, regia di Umberto Lenzi (1975)
- Faccia di spia, regia di Giuseppe Ferrara (1975)
- L'albero di Guernica, regia di Fernando Arrabal (1975)
- Come cani arrabbiati, regia di Mario Imperoli (1976)
- Il deserto dei Tartari, regia di Valerio Zurlini (1976)
- I padroni della città, regia di Fernando Di Leo (1976)
- Liebes Lager, regia di Lorenzo Gicca Palli (1976)
- Paura in città, regia di Giuseppe Rosati (1976)
- La Lozana Andalusa, regia di Vicente Escrivá (1976)
- Hanno ucciso un altro bandito, regia di Guglielmo Garroni (1976)
- California, regia di Michele Lupo (1977)
- Milano... difendersi o morire, regia di Gianni Martucci (1978)
- Occhi dalle stelle, regia di Mario Gariazzo (1978)
- Scorticateli vivi, regia di Mario Siciliano (1978)
- Indagine su un delitto perfetto, regia di Giuseppe Rosati (1978)
- Play Motel, regia di Mario Gariazzo (1979)
- La vera storia della monaca di Monza, regia di Bruno Mattei (1980)
- Nerone e Poppea, regia di Bruno Mattei (1982)
- Le notti segrete di Lucrezia Borgia, regia di Roberto Bianchi Montero (1982)
- Assassinio al cimitero etrusco, regia di Sergio Martino (1982)
- Sangraal, la spada di fuoco, regia di Michele Massimo Tarantini (1982)
- Vai avanti tu che mi vien da ridere, regia di Giorgio Capitani (1982)
- I guerrieri dell'anno 2072, regia di Lucio Fulci (1984)
- Non c'è due senza quattro, regia di E.B. Clucher (1984)
- Delta Force Commando, regia di Pierluigi Ciriaci (1987)
- Afganistan - The Last War Bus, regia di Pierluigi Ciriaci (1989)
- Il treno (Beyond the Door III), regia di Jeff Kwitny (1989)
- L'anno del terrore (Year of the Gun), regia di John Frankenheimer (1991)
- Coppia omicida, regia di Claudio Fragasso (1998)
- Alex l'ariete, regia di Damiano Damiani (2000)